# Leite de onça
Leite de onça é o nome dado para uma bebida feita com caçhaca e leite condensado, característico de Cachoeira do Arari, no estado brasileiro do Pará, e associada às Festividades do Glorioso São Sebastião na região do Marajó.
Acredita-se que o nome "leite de onça" tenha se originado da aparência cremosa e espumosa da bebida, que lembra a cor e a textura do leite de onça. Embora as origens do leite de onça não sejam claras, ele se tornou um coquetel amado e reconhecido na cultura culinária brasileira .

## Preparo
Para preparar o leite de onça, os ingredientes são normalmente misturados em um liquidificador ou coqueteleira com gelo e batidos até ficar homogêneo. A mistura resultante é então despejada em pequenos copos ou copinhos e servida gelada. É comum enfeitar a bebida com uma pitada de cacau em pó ou chocolate ralado.
É servido frequentemente em festas e confraternizações, sendo uma bebida alcoólica cremosa e doce com um toque picante. Embora a receita exata possa variar, os ingredientes principais geralmente incluem cacau em pó ou calda de chocolate e especiarias como canela ou cravo .

## Uso e comercialização
É frequentemente associado a comemorações e festividades, como o Carnaval, onde é apreciado junto com outras bebidas e pratos tradicionais brasileiros .